# Geburtskirche

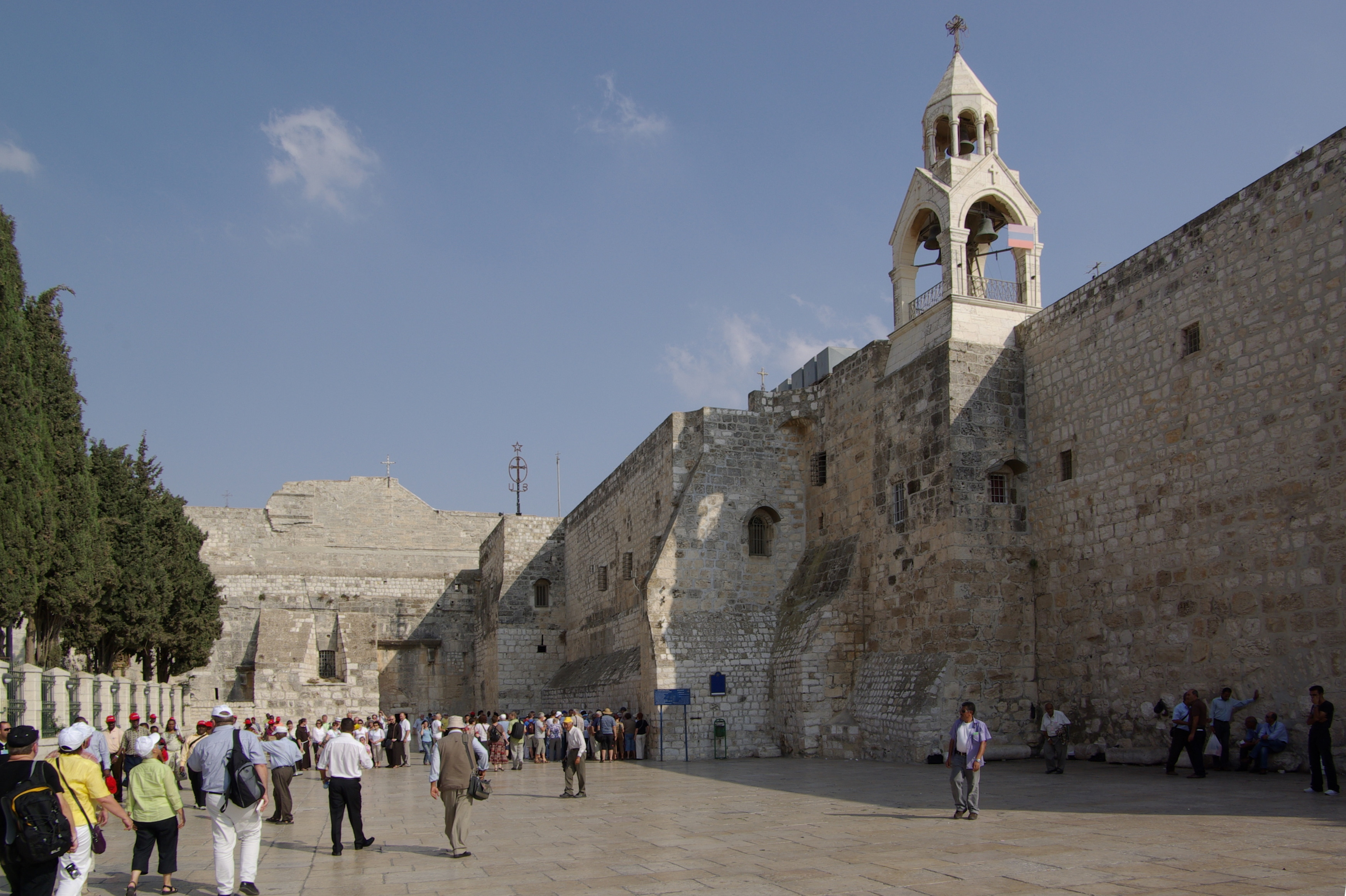
Vorplatz der Kirche, im Hintergrund die Westfassade, rechts das armenische Kloster

Die Geburtskirche (griechisch Βασιλική της Γεννήσεως, arabisch كنيسة المهد, DMG Kanīsat al-Mahd, armenisch Սուրբ Ծննդյան տաճար, hebräisch כנסיית המולד) ist die Kirche in Bethlehem, die über der vermuteten Geburtsstätte Jesu Christi errichtet wurde. Die Geburtskirche gehört zu den wenigen Beispielen vollkommen erhaltener frühchristlicher Kirchenbauten.

## Geschichte der Geburtskirche

### 4. bis 7. Jahrhundert

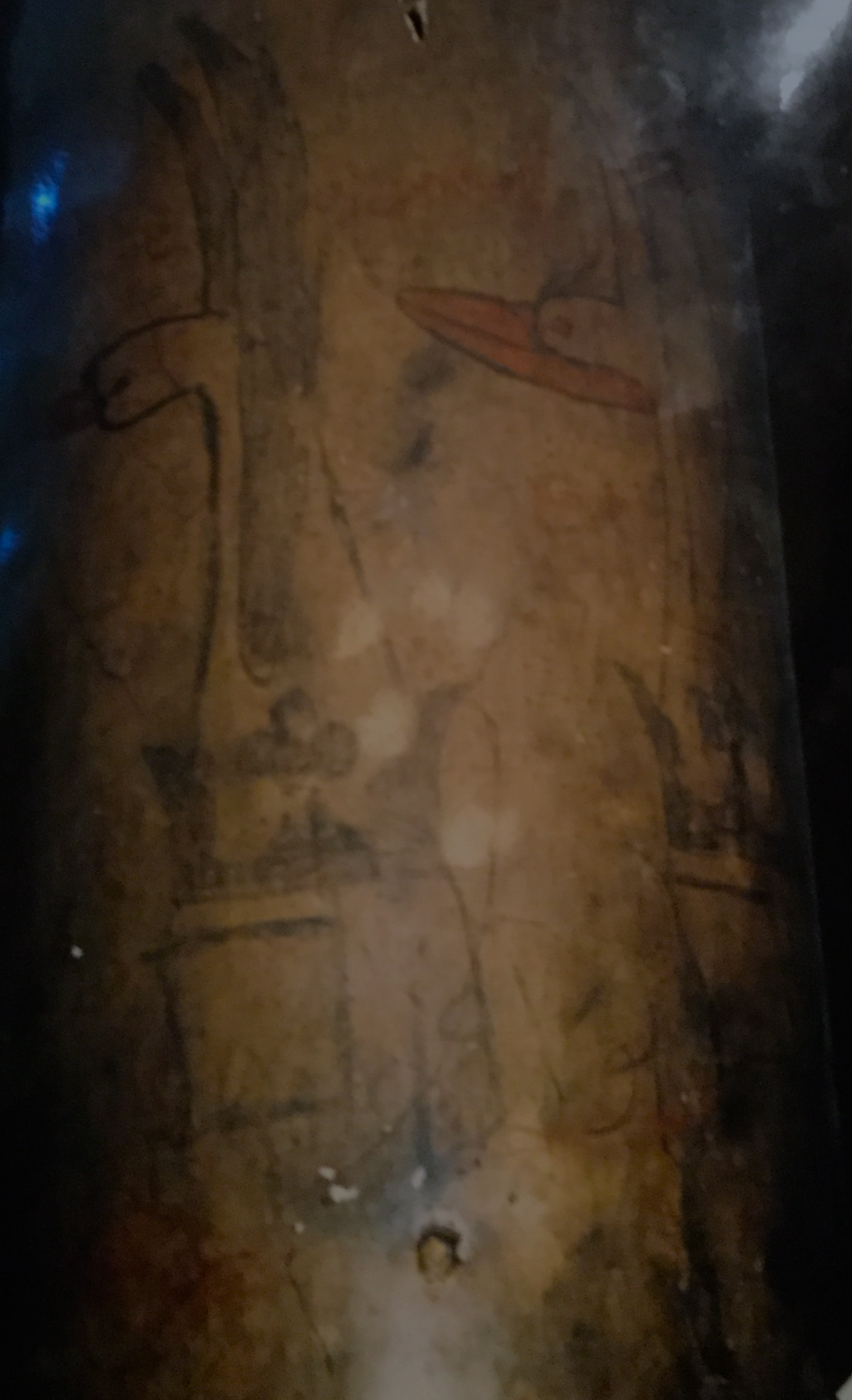
Fragmentale Reste der Ausmalung aus der Kreuzfahrerzeit auf den Säulen der Dreikonchenchor-Basilika

Die Höhle, die die Christen als Geburtsstätte Jesu ansehen, wurde ab dem 2. Jahrhundert verehrt. Kaiser Hadrian errichtete angeblich 135 ein Adonisheiligtum über ihr, wahrscheinlich auch, um damit die Jesusverehrung wieder zu unterbinden. Kaiser Konstantin der Große und seine Mutter Helena ließen an der Geburtsstätte eine Memorialkirche mit reichen Mosaikböden errichten, die sie noch vor 335 Jesus Christus weihten. Der Bau war eine fünfschiffige, 27 Meter lange Basilika mit einem westlich vorgelagerten Atrium und einer polygonalen Apsis im Osten. Die Apsis war 17 Meter breit und hatte in der Mitte eine vier Meter breite Öffnung, die Einblick in die Geburtsgrotte gewährte.

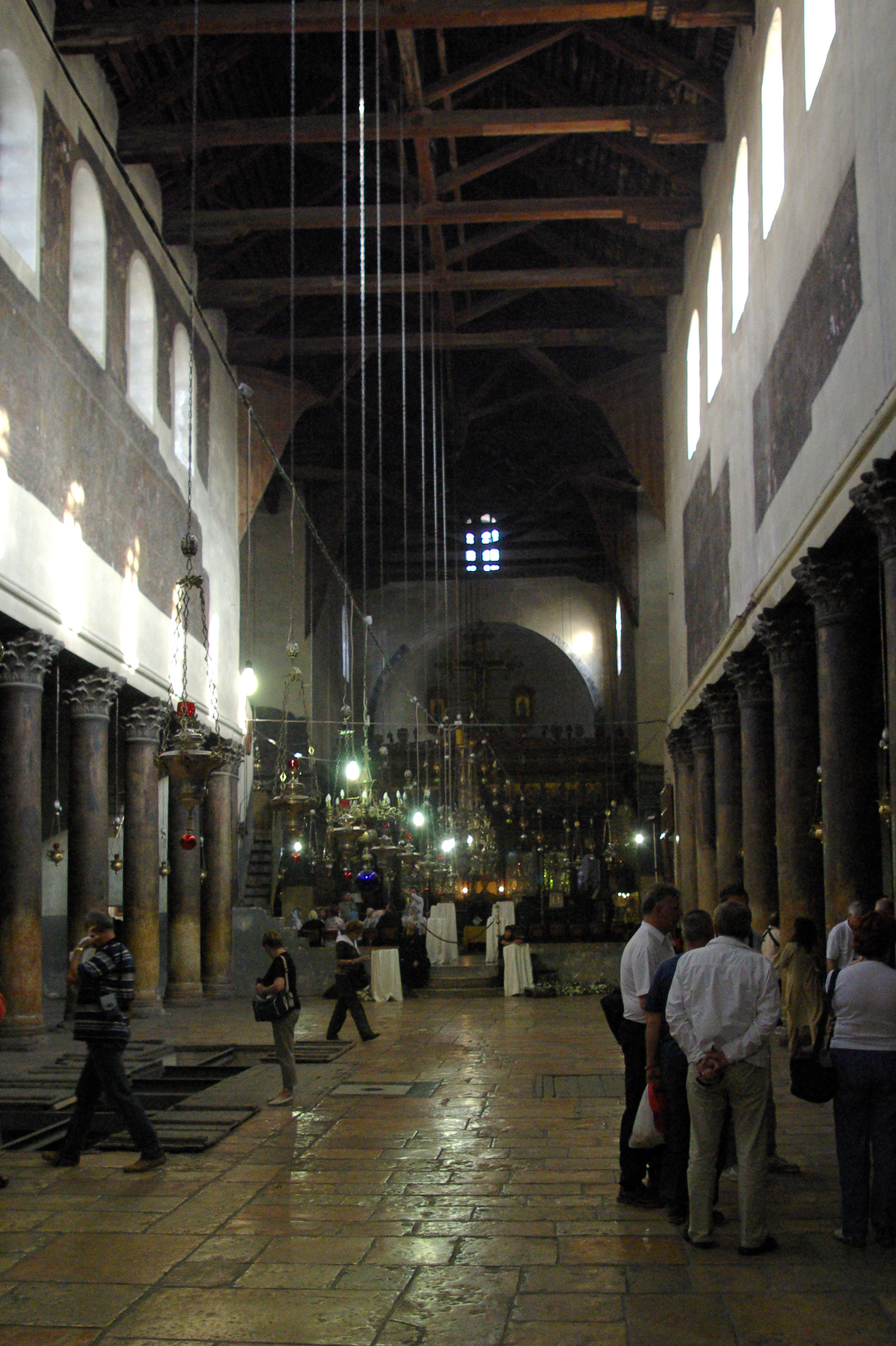
Mittelschiff der Geburtskirche

386 ließ sich Hieronymus in Bethlehem nieder, wo er seine lateinische Bibelübersetzung Vulgata vollendete; in seinem umfangreichen Werk berichtet er wiederholt von der Geburtsgrotte, so z. B. in seinem 46. Brief, Kap. 11,3: „Hier in einer kleinen Erdspalte wurde der Schöpfer des Himmels geboren“ (Ecce in hoc parvo terrae foramine caelorum conditor natus est).
Die konstantinische Basilika wurde in der zweiten Hälfte des 5. Jahrhunderts mit einem westlichen Narthex vollständig neu erbaut, wie der vollständig erhaltene Baudekor an Kapitellen und Architraven zeigt; der Grund – möglicherweise ein Brand oder ein Erdbeben – ist nicht überliefert. Gegen einen Neubau unter Kaiser Justinian I. im 6. Jahrhundert spricht der Baudekor des 5. Jahrhunderts, und es liegen auch keine Quellen für eine Bautätigkeit seinerseits in Bethlehem vor. Wesentliche Änderungen waren das Abdecken des Mosaikbodens mit Steinplatten, die Vergrößerung des Ostabschlusses mit drei Apsiden und ein doppelter Treppenabgang zur Grotte, sodass nun die Pilger bis unmittelbar an die Geburtsstätte gelangen konnten.
Während andere Kirchenbauten 614 von den gegen das Byzantinische Reich vorrückenden Persern beschädigt wurden, blieb diese Kirche verschont, womöglich weil die Perser auf den dortigen Mosaiken ihre Landsleute durch die skythische/phrygische Mütze erkannten; sie ist somit die älteste erhaltene und ununterbrochen genutzte Kirche im Heiligen Land. Vermutet wird, dass ein Relief über dem Eingangstor, das die Heiligen Drei Könige in orientalischer Kleidung darstellte, der Grund dafür war.

### Mittelalter
Die Kreuzfahrer restaurierten die Kirche von Grund auf (1161–1169). Im 12. Jahrhundert wurde die weltweit älteste erhaltene Orgel in der Geburtskirche aufgebaut, sie wurde im 13. Jahrhundert angesichts des Vormarsches der Mamluken auf die Stadt abgebaut und versteckt. Im Unterschied zu anderen Kirchen in Palästina, die sie zerstörten, ließen die Mamluken die Geburtskirche stehen.

### Osmanische Zeit
Unter den Türken, die die Marmorverkleidung abmontierten, verfiel die Kirche zunehmend. 1670 begann die griechisch-orthodoxe Kirche, die Kirche zu renovieren. Am mutmaßlichen Geburtsort in der Geburtsgrotte wurde exakt auf der Mittelachse der Basilika im Jahr 1717 von der römisch-katholischen Kirche ein silberner Stern mit der lateinischen Inschrift Hic de virgine Maria Jesus Christus natus est ‚Hier wurde von der Jungfrau Maria Jesus Christus geboren‘ angebracht. Seine 14 Zacken symbolisieren die 14 Geschlechter im Stammbaum Jesu (Mt 1,1–17 ). Die Inschrift nimmt dabei Bezug auf Mt 1,16 .
In der Folge kam es zu Auseinandersetzungen zwischen den einzelnen Konfessionen über die Verwendung des Gebäudes, sodass die Hohe Pforte 1757 eine Regelung festsetzen musste. Der zufolge gehören der Hauptaltar und die rechten Seitenaltäre den Griechen, zwei Seitenaltäre links den Armeniern. Den römischen Katholiken (Lateiner) blieben neben dem Dreikönigsaltar und dem Stern unter dem Geburtsaltar nur die Hieronymus-Grotten und der Platz links von der Kirche, wo sie sich eine eigene Kirche bauen durften.
Nachdem der silberne Stern in der Geburtsgrotte 1847 entfernt worden war, wurde er zwar 1852 von Sultan Abdülmecid I. wieder neu gestiftet, doch führte unter anderem dieser Vorfall zum Ausbruch des Krimkriegs.

### 20. und 21. Jahrhundert
Nach starker Beschädigung durch ein Erdbeben (1927) ließen die britische Mandatsverwaltung und später die Franziskaner Ausgrabungen und Restaurierungen durchführen.
Während der Zweiten Intifada kam es im April 2002 in der sogenannten „Operation Schutzschild“ zu einer 39 Tage dauernden Belagerung der Anlage durch israelisches Militär. 40 bewaffnete palästinensische Kämpfer hatten sich in die Geburtskirche geflüchtet und dort verschanzt. Außerdem waren ca. 160 weitere Personen (darunter 60 Priester, Mönche und Nonnen) auf dem Kirchenkomplex eingeschlossen. Durch die Feuerwechsel wurden einige Fenster zerstört; größere Schäden trugen nur die angrenzenden Gebäude davon. Die Vertreter der christlichen Kirchen verweigerten eine Bestattung der beiden erschossenen Palästinenser im Kirchenkomplex aus Angst, dass Muslime dies später als Grund verwenden könnten, hier einen Verehrungsplatz einrichten zu wollen.
Auch in neuerer Zeit gibt es, wie in der Grabeskirche, immer wieder Auseinandersetzungen zwischen den einzelnen Konfessionen über die Nutzung der Kirche. So kam es Ende Dezember 2007 und 2011 beim traditionellen Kirchenputz für das orthodoxe Weihnachtsfest zu Raufereien zwischen armenisch- und griechisch-orthodoxen Priestern, die von der Polizei aufgelöst werden mussten. Eine notwendige Dachrenovierung scheiterte jahrelang an der Frage nach der Aufteilung der Finanzierung, wurde aber 2013 zusammen mit weiteren Restaurierungsarbeiten begonnen. Diese waren 2020 weitestgehend abgeschlossen.
Der ganze Kirchenkomplex mitsamt dem zu ihm führenden historischen Pilgerweg wurde vom Welterbekomitee auf seiner 36. Sitzung am 29. Juni 2012 unter der Bezeichnung Geburtsstätte Jesu Christi: Geburtskirche und Pilgerweg, Bethlehem als erster Standort in Palästina in das UNESCO-Welterbe aufgenommen. Gleichzeitig wurde er in die Liste des gefährdeten Welterbes eingetragen. Auf Grund der zwischenzeitlich durchgeführten Restaurierungsarbeiten wurde auf der Sitzung des Welterbekomitees im Jahr 2019 entschieden, die Stätte von der Liste zu streichen.

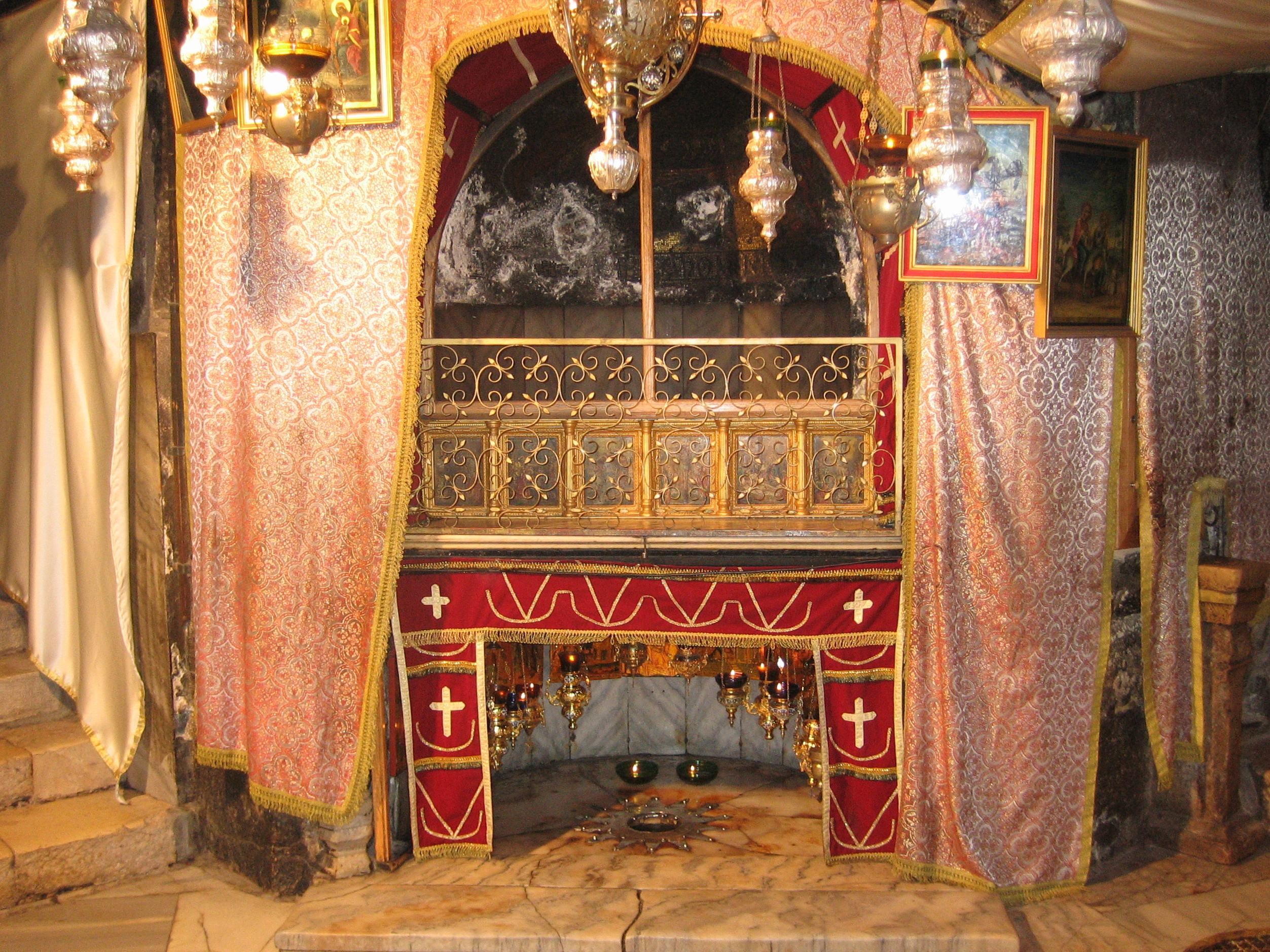
Altar über der traditionellen Geburtsstelle Jesu Christi
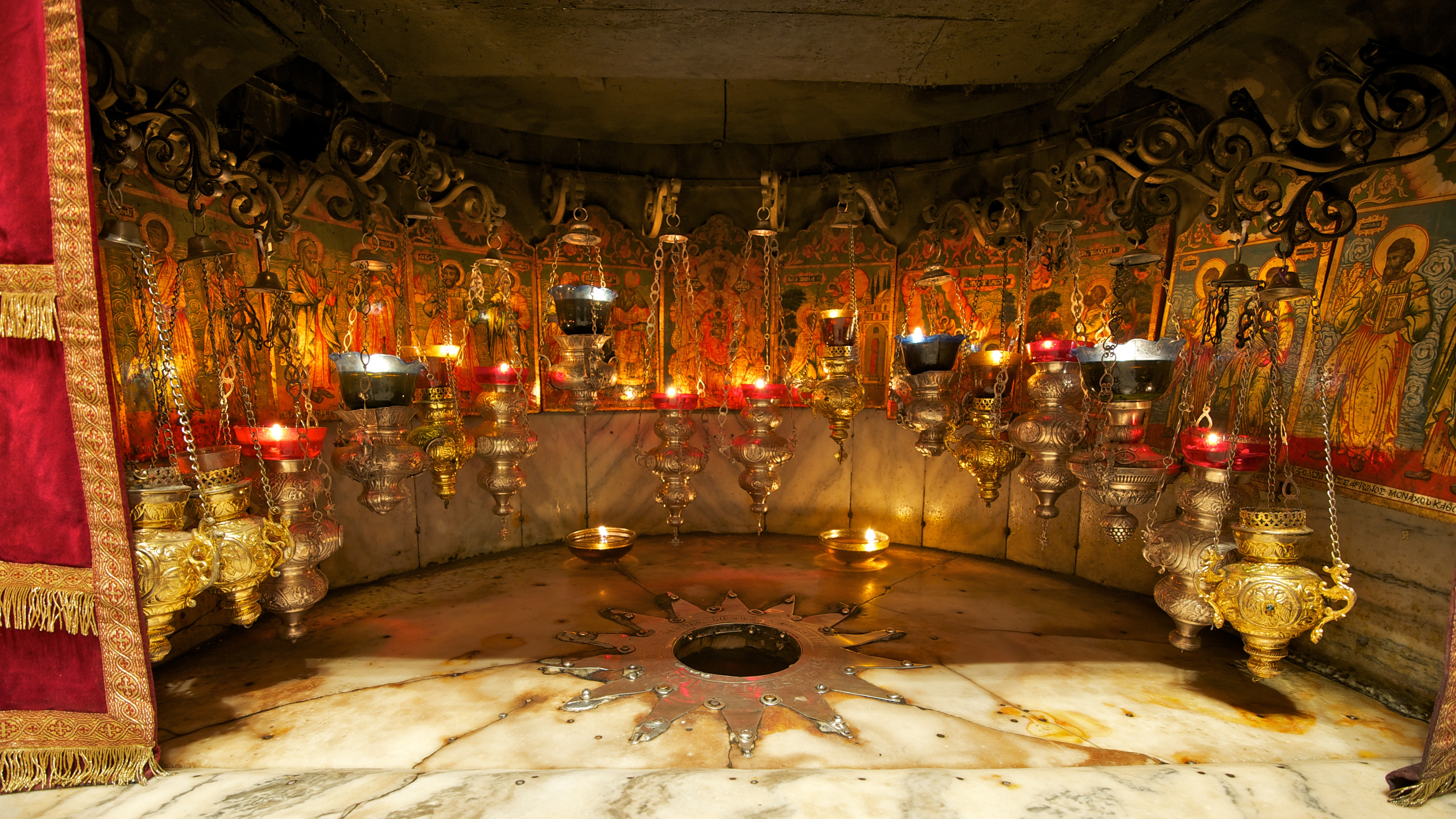
Der Stern markiert die traditionelle Geburtsstelle Jesu Christi
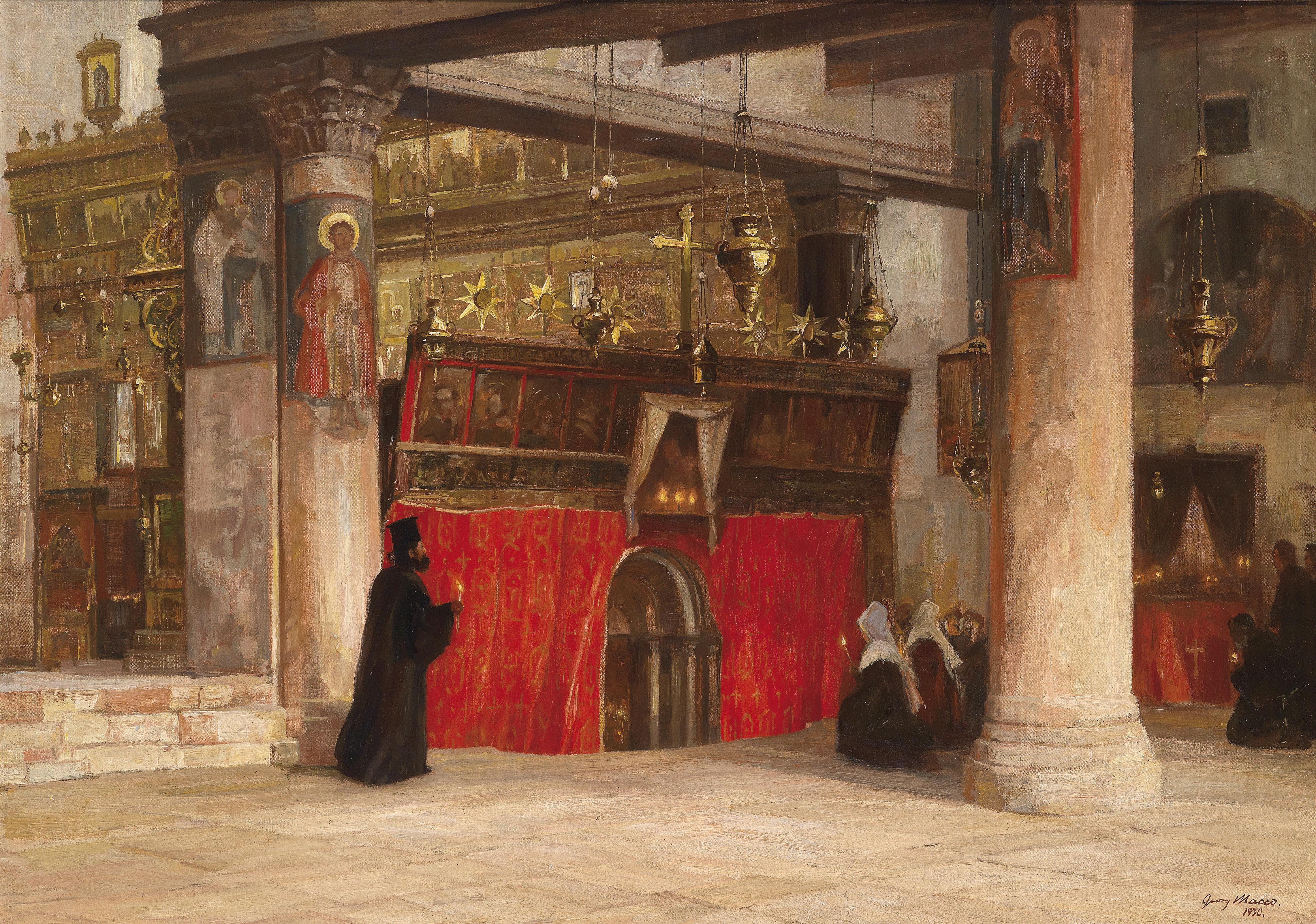
Szene in der Geburtskirche, Gemälde von Georg Macco, 1930
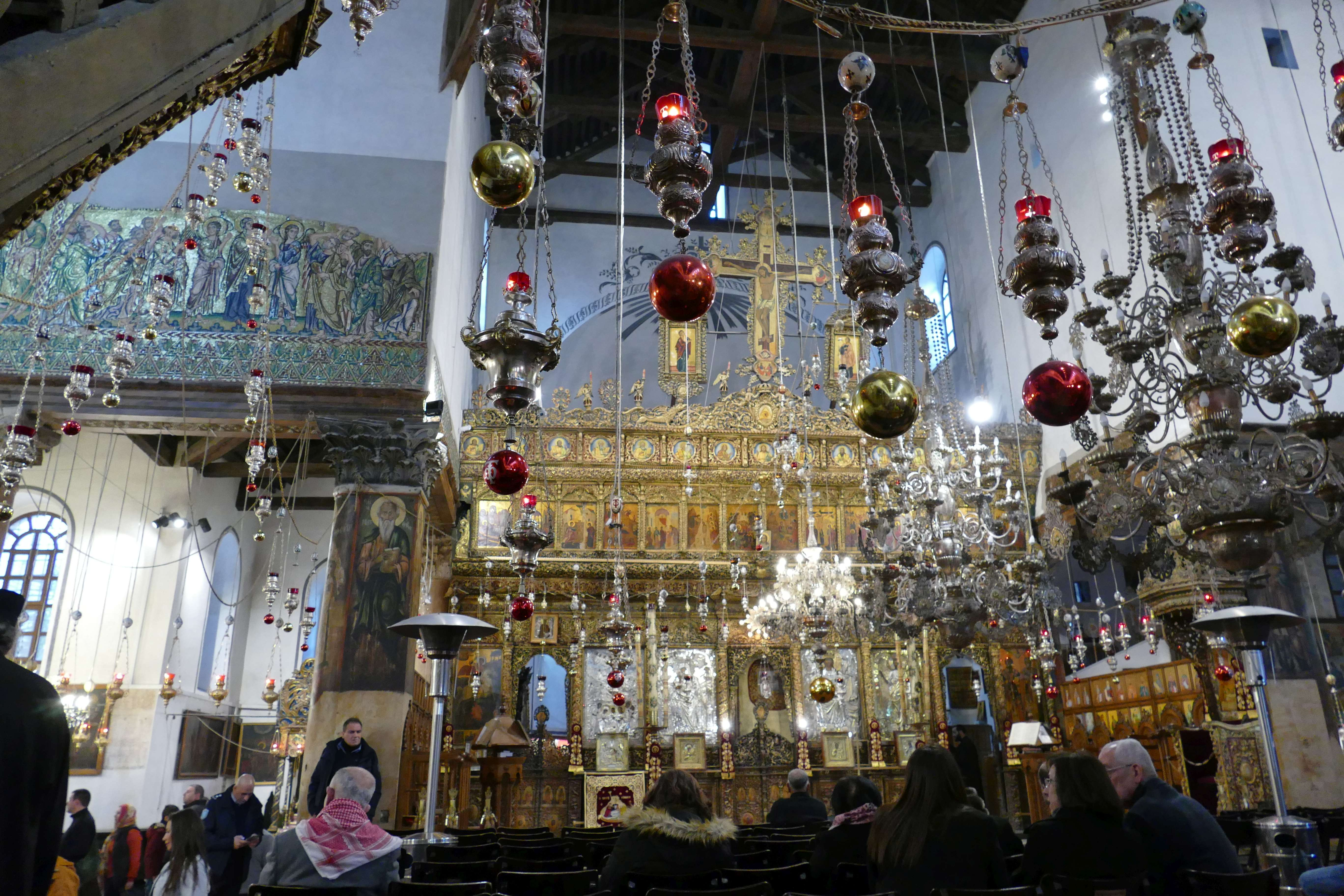
Altar der Geburtskirche

## Architektur der heutigen Geburtskirche

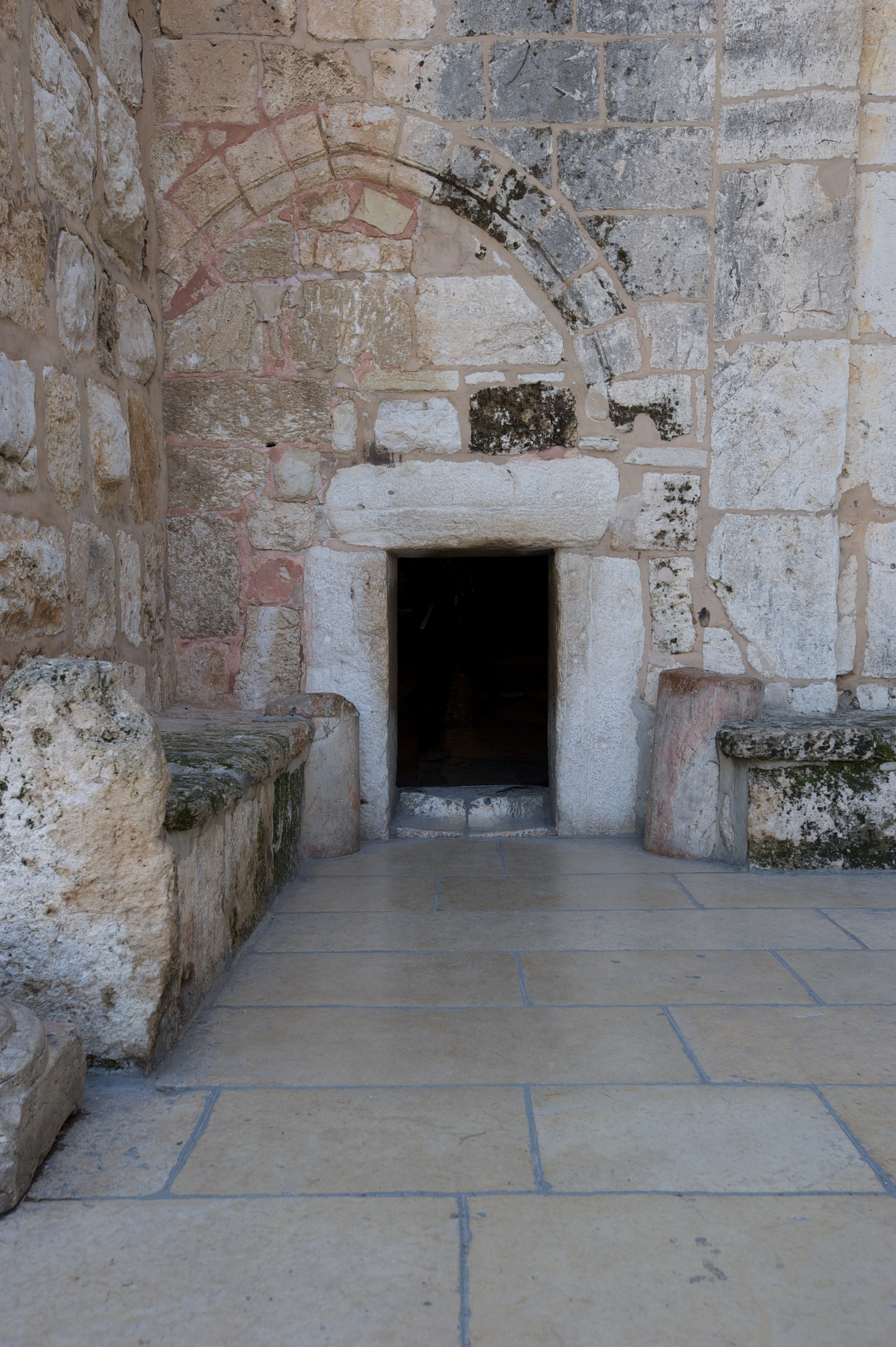
Eingang zur Geburtskirche

Die jetzige Geburtskirche ist eine fünfschiffige Kirche mit einem Narthex. An die Stelle des einfachen Chorabschlusses ist ein Drei-Konchen-Chor mit Querschiff und quadratischer Vierung getreten. Die Basilika hat einen offenen Dachstuhl. Nur die drei Konchen sind gewölbt; die Mauern der Konchen sind deshalb dicker als im Schiff.

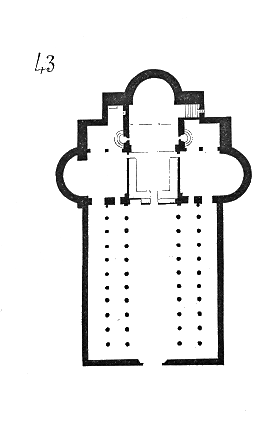
Der Grundriss der Geburtskirche diente auch beim Bau von anderen Kirchen als Vorlage. (siehe: St. Maria im Kapitol)

Die Säulen sind nicht aus Marmor, sondern aus einem rötlichen, in Palästina gebrochenen dolomitischen Gestein.
Im Mittelschiff und in der nördlichen Chorpartie befinden sich unter dem jetzigen Fußboden Reste von Bodenmosaiken aus dem 4. Jahrhundert, die mit Holzdeckeln geschützt sind. An den Wänden des Schiffes sind Mosaiken der Kreuzfahrerzeit (Mitte 12. Jh.) zu sehen, welche Konzilien darstellen: auf der Südwand sieben ökumenische Konzilien (Nicaea 325, Konstantinopel 381, Ephesus 431, Chalcedon 451, Konstantinopel 553 und 680 sowie Nicaea 787), auf der Nordwand sechs Provinzialkonzilien (Carthago, Laodicea, Gangara, Serdica, Antiochia, Ancyra). Im Nordschiff finden sich Mosaiken, die Szenen des ungläubigen Thomas und der Himmelfahrt Christi zeigen. An 33 Säulen im Langhaus haben sich Malereien erhalten. Auf der rechten Seite gelangt man über eine Tür zum Kloster der Griechisch-Orthodoxen, auf der linken Seite gibt es zwei Verbindungstüren zur römisch-katholischen Katharinenkirche bzw. dem Kreuzgang davor. Über zwei schmale Treppen gelangt man in die Geburtsgrotte, in der die Geburtsstelle unter dem Geburtsaltar gezeigt wird, bezeichnet mit einem Silberstern, auf dem die lateinische Inschrift steht Hic de Virgine Maria Jesus Christus Natus Est ‚(Hier wurde Jesus Christus von der Jungfrau Maria geboren)‘. Rechts davon befindet sich jener Platz, an dem die Krippe gestanden haben soll.

## Römisch-katholische Katharinenkirche
Unmittelbar nördlich der Geburtskirche befindet sich die Katharinenkirche, die von der Nordkonche der Geburtskirche aus betreten werden kann. Vom südlichen Seitenschiff der Katharinenkirche aus lässt sich das Grottensystem betreten.

## Weihnachtszeremoniell
Am Mittag des Heiligen Abends (24. Dezember) reist der Lateinische Patriarch von Jerusalem mit dem Auto nach Bethlehem. An der Stadtgrenze (jetzt nach der Trennmauer) wird der Konvoi von berittenen Polizisten und Pfadfindergruppen mit Dudelsackmusik empfangen. Der Zug zieht hinauf zum Krippenplatz. Dort wird der Patriarch von den Franziskanern und örtlichen Würdenträgern empfangen, zieht in die Geburtskirche und von dort in die Katharinenkirche ein. Er zelebriert die Christmette und das Hochamt am Christtag (25. Dezember) in der Katharinenkirche und kehrt dann nach Jerusalem zurück. Die Mette findet also nicht in der Geburtskirche selbst statt. Nach der Christmette zieht der Patriarch mit den Konzelebranten und dem Altardienst in einer Prozession durch die Geburtskirche zur Geburtsgrotte. Ähnlich feierlich wird das Epiphanie-Fest (6. Januar) begangen, allerdings steht der Kustos der Franziskaner diesen Feiern vor.
Ähnliches geschieht am 6. und 7. Januar, an dem die orthodoxen Kirchen Weihnachten feiern (24. und 25. Dezember nach dem Julianischen Kalender) durch den Griechischen Patriarchen. Er feiert allerdings die Messe in der Geburtskirche. Der Armenische Patriarch feiert – in kleinerem Rahmen – ebenfalls in der Geburtskirche, jedoch am 5./6. Januar des Julianischen Kalenders, also nochmals 12 Tage später (18./19. Januar).